# East Waitewaewae (rivière)
La rivière Waitewaewae  (anglais : Waitewaewae River) est un cours d’eau de la région de  Wellington dans l’Île du Nord de la Nouvelle-Zélande. C’est un affluent supérieur du fleuve Otaki.

## Géographie
Il s’écoule vers le sud à travers le Parc forestier de Tararua (en) pour atteindre le fleuve Otaki à 20 km à l’est de la ville de Waikanae.